# Marieluise Beck
Marieluise Beck (* 25. Juni 1952 in Bramsche) ist eine deutsche Politikerin von Bündnis 90/Die Grünen. Sie war bis 2017 Mitglied des Bundestags und Sprecherin ihrer Fraktion für Osteuropapolitik.
Von 2002 bis 2005 war ihr das Amt der Parlamentarischen Staatssekretärin bei der Bundesministerin für Familie, Senioren, Frauen und Jugend (Renate Schmidt) übertragen worden. Sie arbeitete von 1998 bis 2005 als Ausländerbeauftragte der Bundesregierung. Mit ihrem Ehemann Ralf Fücks gründete sie nach ihrem Ausscheiden aus dem Deutschen Bundestag 2017 das Zentrum Liberale Moderne. Beck hieß während ihrer ersten Ehe und noch bis Ende der 1980er Jahre Marieluise Beck-Oberdorf.

## Biografie

### Ausbildung und Beruf
Nach dem Abitur 1970 am Gymnasium „In der Wüste“ in Osnabrück absolvierte Beck ein Lehramtsstudium für Deutsch, Geschichte und Gemeinschaftskunde in Bielefeld und Heidelberg. Danach war sie als Realschullehrerin an der Konrad-Adenauer-Realschule in Pforzheim und an einer Gesamtschule in Bremen-Mitte tätig.

### Partei
Während ihres Studiums in Bielefeld engagierte sich Beck im Sozialistischen Hochschulbund (SHB). Seit 1980 ist sie Mitglied der Partei Die Grünen. Vom 8./9. November 1980 bis zum 26./27. Juni 1982 war sie Vorsitzende der Grünen in Baden-Württemberg und blieb danach bis zur Bundestagswahl am 6. März 1983 als Beisitzerin Mitglied des baden-württembergischen Landesvorstandes.

### Abgeordnete

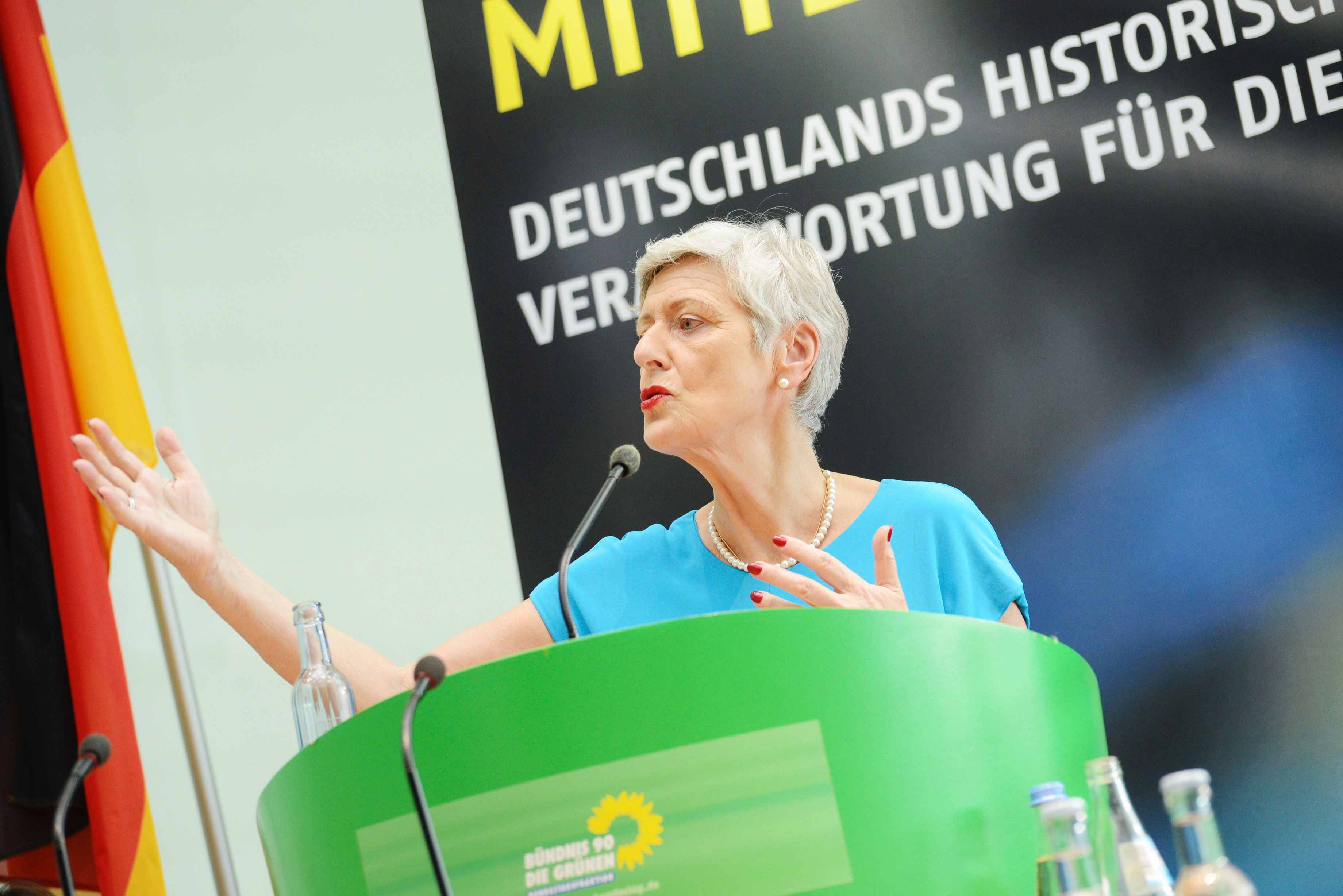
Marieluise Beck als Sprecherin für Osteuropapolitik bei der Bundestagsfraktion der Grünen

1983 wurde Beck über die Landesliste Baden-Württemberg in den Deutschen Bundestag gewählt und war damit Mitglied der ersten Grünen-Fraktion im Bundestag. Von 1983 bis 1984 war sie eine ihrer drei Sprecher. 1985 legte sie wegen des damals bei den Grünen herrschenden Rotationsprinzips ihr Mandat nieder. Nach der Bundestagswahl 1987 zog sie auf der Landesliste Bremen wieder in den Bundestag ein, dem sie bis zur Bundestagswahl 1990 angehörte, bei der die westdeutschen Grünen den Wiedereinzug verfehlten. Von 1991 bis 1994 war sie Mitglied der Bremischen Bürgerschaft. Von 1994 bis 2017 war sie erneut als eine Bremer Abgeordnete Mitglied des Bundestags. Ihr Heimatwahlkreis war Bremen I.
Nach dem Ende der rot-grünen Bundesregierung war Beck ab 2005 Mitglied des Auswärtigen Ausschusses und stellvertretendes Mitglied des Ausschusses für Angelegenheiten der Europäischen Union des Deutschen Bundestags. Als Sprecherin der grünen Bundestagsfraktion für Osteuropapolitik bildeten Russland, die Ukraine, Belarus und die Länder des westlichen Balkans Schwerpunkte ihrer außenpolitischen Arbeit. 2010 wurde sie Vorsitzende der neugegründeten Parlamentariergruppe Bosnien und Herzegowina des Deutschen Bundestags. 
Zur Bundestagswahl 2017 kandidierte sie nicht wieder.

### Nach der Parlamentstätigkeit
Für die Folgezeit kündigte Beck an, sie werde sich der Arbeit an dem Netzwerk zu Bürgerrechtlern und der demokratischen Opposition in Osteuropa widmen, das sie in zehn Jahren aufgebaut habe.
Nach ihrem Ausscheiden aus dem Bundestag gründete sie gemeinsam mit Ralf Fücks den überparteilichen Think Tank Zentrum Liberale Moderne. Das Zentrum widmet sich der „Verteidigung der offenen Gesellschaft“ gegen „eine antiliberale Internationale, deren Netzwerke sich durch ganz Europa ziehen“, und deren „Hauptquartier“ der Moskauer Kreml sei.

## Öffentliche Ämter
- Nach der Bundestagswahl 1998 (damals übernahm das rot-grüne Kabinett Schröder I die Regierung) wurde sie Beauftragte der Bundesregierung für Ausländerfragen.
- Nach der Bundestagswahl 2002 (Kabinett Schröder II) war Beck vom Oktober 2002 bis zum November 2005 parlamentarische Staatssekretärin bei der Bundesministerin für Familie, Senioren, Frauen und Jugend sowie Beauftragte der Bundesregierung für Migration, Flüchtlinge und Integration in der von Bundeskanzler Gerhard Schröder (SPD) geführten Regierung.
- Zum 1. August 2018 wurde Beck in die Beratende Kommission im Zusammenhang mit der Rückgabe NS-verfolgungsbedingt entzogenen Kulturguts, insbesondere aus jüdischem Besitz („Limbach-Kommission“) berufen.[9]

## Position zum Gewaltverzicht
Nach ihrer Selbstdarstellung ist Beck im Bosnienkrieg aufgrund von Begegnungen mit Bosniern von ihrer zuvor grundsätzlich pazifistischen Haltung abgerückt: „Nie wieder Aggression ist die eine Seite. Die andere ist: Schutz derjenigen, die zu Angegriffenen werden. Aber um sie zu schützen, braucht man notfalls militärische Mittel.“

## Russland
Beck sprach sich 2015 nach der völkerrechtswidrigen Annexion der Krim durch Russland für Waffenlieferungen an die Ukraine aus, der damalige Parteichef Cem Özdemir widersprach ihr.
Im Fall Skripal vertrat Beck die Auffassung, der Anschlag sei kein Einzelfall, es gebe „eine größere Anzahl von Ermordeten auch in unseren westlichen Ländern“. Es gebe eine Kette von Auftragsmorden. Sie wundere sich auch darüber, dass im Falle Russlands von freien Wahlen gesprochen werde, da die beiden aussichtsreichen Oppositionskandidaten Nawalny und Nemzow an der Kandidatur gehindert worden seien.
Vor der Präsidentschaftswahl in Russland 2018 kritisierte Beck den mutmaßlichen Einfluss von Wladimir Putin auf die deutsche Politik. Insbesondere mit dem Altbundeskanzler Gerhard Schröder (SPD) gebe es einen Befürworter, „der im Dienste Putins steht und staatsnahen russischen Konzernen die Tür zu den jeweiligen Wirtschaftsministern in Berlin öffnet“, sagte sie der Nachrichtenagentur AFP. Dass dies in Deutschland kaum Wirbel entfache, nannte sie „empörend“.
Beck vertritt die Auffassung, Putin wolle eine Wiederherstellung der Sowjetunion in deren zeitweisen historischen Grenzen. Putin werde sich mit der Ukraine nicht begnügen. Gefährdet seien auch Länder wie Moldau und weitere frühere Sowjetrepubliken. Es sei wichtig zu erkennen, dass die Ukrainer „für unsere Freiheit kämpfen“. Beck sieht wie ihr Ehemann Ralf Fücks die militärische Unterstützung der Ukraine als Teil der Lösung des Konflikts.

## Ehrungen
- 1995: Ehrenbürgerin der bosnischen Stadt Lukavac
- 1996: Verdienstkreuz am Bande der Bundesrepublik Deutschland
- 2008: Regine-Hildebrandt-Preis für Solidarität bei Arbeitslosigkeit und Armut
- 2011: Solidaritätspreis für Belarus
- 2016: Ramer Award for Courage in the Defense of Democracy[15]
- 2017: Orden der Prinzessin Olga
- 2018: Ehrenmitgliedschaft im Regionalen Verband der ehemaligen Ghetto- und KZ-Überlebenden in Odessa
- 2022: Verdienstkreuz 1. Klasse der Bundesrepublik Deutschland[16]
- 2025: 28. Ehrenbürgerin von Odesa[17]

## Privates
Auf Grund ihrer ersten Ehe trug sie in den 1980er Jahren den Namen Marieluise Beck-Oberdorf.
Seit dem 17. Februar 2006 ist Marieluise Beck mit ihrem langjährigen Lebensgefährten, dem Grünen-Politiker und Vorstand der Heinrich-Böll-Stiftung (von 2001 bis 2017) Ralf Fücks verheiratet. Sie haben zwei gemeinsame Töchter. Mit ihrem Mann lebt sie seit 1983 in Bremen.